# SPDEF
SPDEF‏ (SAM pointed domain containing ETS transcription factor) هوَ بروتين يُشَفر بواسطة جين SPDEF في الإنسان.